# Upplevelsebaserat lärande
Upplevelsebaserat lärande är en metod för lärande som låter deltagarna behandla verkliga problem i en ofta simulerad miljö. Begreppet kan inrymma många olika sorters pedagogiska modeller och verktyg. I skolan finns en mängd arbetsmetoder, till exempel storyline, äventyrsresor, rollspel, simuleringar, laborationer, experiment och forumteater.